# Прапор Великоберезнянського району
Пра́пор Великоберезнянського райо́ну — офіційний символ Великоберезнянського району Закарпатської області, затверджений рішенням № 93 сесії районної ради 22 червня 2016 року. Авторами гербу є Слободський Віталій Васильович та Циганин Іван Іванович.

## Опис
Прямокутне полотнище з співвідношенням сторін 3:4 складається з трьох рівновеликих горизонтальних смуг – синьої, зеленої, жовтої. На верхній смузі біля древка герб району.